# Stemmiulus calvus
Stemmiulus calvus är en mångfotingart som först beskrevs av Cook 1895.  Stemmiulus calvus ingår i släktet Stemmiulus och familjen Stemmiulidae. Inga underarter finns listade i Catalogue of Life.